# Potoci (Istočni Drvar)
Pour les articles homonymes, voir Potoci.
Potoci (en serbe cyrillique : Потоци) est un village de Bosnie-Herzégovine. Il est situé dans la municipalité d'Istočni Drvar et dans la république serbe de Bosnie. Selon les premiers résultats du recensement bosnien de 2013, il compte 66 habitants.
Potoci est le centre administratif de la municipalité d'Istočni Drvar.

## Histoire
Avant la guerre de Bosnie-Herzégovine, Potoci faisait entièrement partie de la municipalité de Drvar, fédération de Bosnie-et-Herzégovine ; à la suite des accords de Dayton (1995), une grande partie de son territoire a été rattachée à la municipalité d'Istočni Drvar nouvellement créée et intégrée à la République serbe de Bosnie.

## Démographie

### Évolution historique de la population dans la localité
| 1948 | 1953 | 1961 | 1971 | 1981 | 1991 | 2013 |
| ---- | ---- | ---- | ---- | ---- | ---- | ---- |
| 82   | 120  | 298  | 600  | 60   | 27,  | 66   |

|  |

### Communauté locale
En 1991, la communauté locale de Potoci comptait 61 habitants, répartis de la manière suivante :